# Episodi di How Not to Summon a Demon Lord

Logo della serie

Questa è la lista degli episodi dell'anime How Not to Summon a Demon Lord, adattamento dell'omonima serie di light novel scritta da Yukiya Murasaki e illustrata da Takahiro Tsurusaki.
Un adattamento anime è stato annunciato nel gennaio 2018. La serie, composta da 12 episodi e prodotta da Ajia-do Animation Works, è stata diretta da Yūta Murano e presenta la sceneggiatura scritta da Kazuyuki Fudeyasu. Il character design è stato curato da Shizue Kaneko. Yuki Nishioka ha ricoperto il ruolo di direttore capo dell'animazione. Yuki Miyamoto ha curato il monster design ed è stato anche direttore dell'animazione nelle scene d'azione. Gli sfondi sono stati realizzati da Kusanagi, mentre Natsuko Otsuka è stato l'artista della chiave del colore. La fotografie della serie è stata diretta da Teppei Satō presso l'Asahi Production Shiraishi Studio e Satoshi Motoyama ha diretto il suono presso Half HP Studio. La serie è andata in onda dal 5 luglio al 20 settembre 2018 su AT-X, BS Juji, Tokyo MX e Sun TV. Le sigle di apertura e chiusura sono rispettivamente DeCIDE delle Summoners 2+ (gruppo formato dalle doppiatrici Azumi Waki, Yū Serizawa, Yumi Hara, Rumi Ōkubo ed Emiri Katō) e Saiaku na hi demo anata ga suki. (最悪な日でもあなたが好き。? lett. "Mi piaci anche nel giorno peggiore.") di Serizawa. In tutto il mondo, ad eccezione dell'Asia, gli episodi sono stati trasmessi in streaming in simulcast, anche coi sottotitoli in lingua italiana, da Crunchyroll.
Una seconda stagione, intitolata How Not to Summon a Demon Lord Ω, è stata annunciata l'8 aprile 2020 sul sito web ufficiale ed è stata trasmessa dal 9 aprile all'11 giugno 2021 su TBS e BS-TBS. Quest'ultima, composta da 10 episodi, è stata prodotta da Tezuka Productions e Okuru to Noboru, mentre la direzione è stata affidata a Satoshi Kuwabara; il resto dello staff e i membri del cast sono tornati a ricoprire i rispettivi ruoli. La sigla d'apertura è EVERYBODY! EVERYBODY! mentre quella di chiusura è YOU YOU YOU, entrambe cantate da Serizawa in collaborazione con DJ KOO & MOTSU. I diritti internazionali al di fuori dell'Asia sono stati riconfermati da Crunchyroll.

## Lista episodi

### Prima stagione
| Nº serie | Nº | Titolo italiano Giapponese 「Kanji」 - Rōmaji | In onda           | In onda |
| Nº serie | Nº | Titolo italiano Giapponese 「Kanji」 - Rōmaji | Giapponese        |         |
| 1        | 1  | Fingersi il Re dei Demoni 「魔王演技」 - Maō engi | 5 luglio 2018     |         |
| 1        | 1  | Takuma Sakamoto, un giocatore appartato, viene trasportato nel mondo del suo videogioco preferito, Cross Reverie e ottiene l'aspetto e i poteri del suo avatar, Diablo il Re dei Demoni. Qui scopre di essere stato evocato dalla ragazza pantera Rem Galleu e dall'elfa Shera L. Greenwood e finisce accidentalmente per attivare un incantesimo che le fa diventare sue schiave. Il trio si stabilisce in una locanda della città di Faltra, dove incontra Celestine Baudelaire, il capo dell'Associazione dei Maghi. I collari da schiavi attorno al collo di Rem e Shera non possono essere rimossi o distrutti, quindi Celestine promette di trovare una soluzione. Sospettando che Rem stia nascondendo qualcosa, Diablo la costringe a confessare in privato e scopre che il Re dei Demoni Krebskulm è stato sigillato all'interno del suo corpo da quando è nata. Celestine è l'unica ad esserne a conoscenza e ha cercato un metodo per estrarre il demone senza ucciderla, così Diablo giura di aiutarla a risolvere il suo problema. Più tardi, quando Diablo fa una passeggiata, il mago Galluk lo attacca con una gigantesca salamandra sputafuoco, ma Diablo la uccide facilmente e dichiara di essere il Re dei Demoni di un altro mondo. |                   |         |
| 2        | 2  | Il più forte fra i nuovi venuti 「最強新人」 - Saikyō shinjin | 12 luglio 2018    |         |
| 2        | 2  | Diablo, Rem e Shera si uniscono alla gilda degli avventurieri, ma quando provano a misurare il livello di Diablo, il dispositivo di misurazione della potenza non funziona correttamente. Il capo gilda, Sylvie, è incuriosita, quindi li manda in missione per uccidere un serpente Madara nel bosco mangiatore di uomini. Una volta lì, vengono attaccati da una squadra di elfi che rivelano che Shera è la principessa di Greenwood e desiderano che torni a casa, e gli è stato detto che Diablo l'ha resa schiava. Shera però si rifiuta perché suo fratello le ha fatto delle pressioni per sposarlo e partorire suo figlio., così gli elfi attaccano Diablo, che li sconfigge facilmente. Galluk, colui che ha detto agli elfi dove trovarli e desidera vendicarsi di Diablo, esce dal nascondiglio e rimprovera quest'ultimi per il loro fallimento, poi si ritira dopo essere stato sgridato da Rem. Shera dice agli elfi di andarsene e di riferire a suo fratello che non tornerà mai a casa. |                   |         |
| 3        | 3  | L'incursione dei decaduti 「魔族襲来」 - Mazoku shūrai | 19 luglio 2018    |         |
| 3        | 3  | Diablo e Shera ricevono una missione dove devono fornire di rifornimenti le guardie al ponte di Ulug. Emile Bichelberger, che pensa che Shera e Rem siano schiave riluttanti, attacca Diablo e viene rapidamente sconfitto, poi le ragazze gli spiegano la situazione, quindi se ne va. Mentre Diablo e Shera svolgono l'incarico, le guardie riferiscono che un enorme esercito di decaduti si sta avvicinando. Consapevole che quest'ultime non sopravviveranno senza aiuto, Diablo si offre volontario per difendere il ponte. Tornata in città, Celestine dice a Rem di aver licenziato Galluk per le sue azioni, poi afferma di sospettare che in realtà Diablo sia un decaduto. Galluk irrompe e non vuole credere che sia stato licenziato, poi si pugnala con un pugnale maledetto, facendo in modo che il suo corpo venga posseduto e si trasformi in Gregore, un guerriero demoniaco decaduto. Diablo sconfigge i vari decaduti e sulla scena si presenta il loro comandante Edelgard che lo sfida a duello. |                   |         |
| 4        | 4  | Una danza furiosa di attacchi ravvicinati 「迫撃乱舞」 - Hakugeki ranbu | 26 luglio 2018    |         |
| 4        | 4  | Gregore insegue Celestine e Rem, con l'obiettivo di uccidere la prima per distruggere la barriera protettiva che ha posto intorno alla città. Quando vengono messe alle strette, Emile e diversi avventurieri le difendono. Intanto Edelgard combatte contro Diablo ma questi non viene ferito in maniera significativa. Successivamente un messaggero informa Diablo di quello che sta succedendo con Gregore, così lancia un enorme incantesimo chiamato White Nova che cancella l'esercito decaduto e la maggior parte del terreno, ma con suo grande stupore, Edelgard rimane illesa e lo riconosce come un Re dei Demoni. Diablo teletrasporta sé stesso e Shera indietro nel tempo per salvare Emile dall'essere ucciso. Diablo si confronta così con Gregore vendicandosi delle persone che ha ferito e ucciso, umiliandolo con la sua magia finché non implora pietà, poi lo uccide. Dopo che si sono tenuti i funerali per le persone uccise da Gregore, Shera tenta di sedurre Diablo ma viene colpito da Rem, piuttosto gelosa. Sylvie consegna un messaggio che dice che Shera deve essere restituita a Greenwood entro dieci giorni, altrimenti scoppierà la guerra. |                   |         |
| 5        | 5  | Soldati imperiali 「国家騎士」 - Kokka kishi | 2 agosto 2018     |         |
| 5        | 5  | Diablo si arrabbia quando scopre che il fratello di Shera ha messo una taglia su di lei. Il gruppo incontra Chester Ray Galford, il padrone della città, che chiede loro di fare del loro meglio per prevenire una guerra poiché Shera si rifiuta di tornare a Greenwood. Chester incarica Alicia Crystella, un cavaliere imperiale, di assisterli. Diablo acquista una falce in modo da poter combattere gli avversari più deboli senza usare la magia. Shera viene rapita dai cacciatori di taglie, ma viene salvata dal resto del gruppo e da Emile. Alicia si rimprovera per non aver protetto meglio Shera, ma Diablo le dice di non essere così dura con sé stessa. |                   |         |
| 6        | 6  | Il mercato degli schiavi 「奴隷市場」 - Dorei shijō | 9 agosto 2018     |         |
| 6        | 6  | Celestine indirizza il gruppo al commerciante di schiavi, Medios, che un tempo era il collega di Celestine nello studio della magia, per avere informazioni su come rimuovere i collari di Rem e Shera. Quando incontrano Medios, questi rileva la presenza di Krebskulm all'interno di Rem, ma Shera pensa che la sua amica sia incinta. Medios spiega che un padrone può rimuovere un collare versando la sua energia magica nel corpo del suo schiavo. Diablo ci prova con Shera, ma si arrende imbarazzato dato che il procedimento si rivela estremamente piacevole per lei. Più tardi, il fratello di Shera, Keera, arriva e si scusa per la faccenda dei cacciatori di taglie, quindi cerca di convincere Shera a tornare con lui. Lei ribadisce che non farà ciò che vuole, quindi l'altro se ne va, promettendo che tornerà con lui di sua spontanea volontà. |                   |         |
| 7        | 7  | Ripensamento 「人心変転」 - Jinshin henten | 16 agosto 2018    |         |
| 7        | 7  | Diablo sogna la sua infanzia in cui molti dei suoi cosiddetti amici lo avrebbero usato e poi lo avrebbero abbandonato. Mentre è solo con Shera, scopre di poter facilmente creare delle pozioni. All'esterno, Keera suona un flauto che ipnotizza Shera e riesce a convincerla a venire via con lui. Depresso per essere stato abbandonato di nuovo, Diablo si rattrista, ma Rem e Alicia alla fine deducono che Shera era stata ipnotizzata e il gruppo idea un piano per salvarla. Keera incatena Shera nella sua tenda e la interroga sulla sua relazione con Diablo, non credendole quando dice che Diablo non l'ha toccata. Keera scatena una creatura melmosa mangia-tessuti per distruggere i suoi vestiti e si prepara a violentarla, ma il gruppo arriva in tempo, avendo già sconfitto le sue guardie. Keera usa il flauto per ipnotizzare di nuovo Shera e farle mentire che vuole stare con suo fratello, ma Diablo usa la sua autorità come padrone del suo collare per farle dire la verità, e lei dice che vuole stare con Diablo e Rem. Infuriato, Keera evoca un mostro chiamato Force Hydra. |                   |         |
| 8        | 8  | L'attacco dell'eroe 「英雄驀進」 - Eiyū bakushin | 23 agosto 2018    |         |
| 8        | 8  | Diablo riesce a sconfiggere Force Hydra nonostante la sua abilità rigenerativa, incenerendola completamente. Shera gli chiede di risparmiare Keera poiché è suo fratello e lui è d'accordo, ma appare Chester e decapita Keera. Chester ordina al suo esercito di radunare le truppe elfiche già sconfitte e tenta di catturare Shera, dichiarando i suoi piani per conquistare Greenwood. Chester intrappola Diablo in una sfera di energia e distrugge la spada di Alicia quando cerca di difendere Shera. Diablo si libera e combatte alla pari Chester e riesce a vincere per poco. Alicia minaccia di denunciare le azioni non etiche di Chester al re, quindi si arrende e ritira le sue truppe. Il gruppo cura le truppe elfiche con delle pozioni e conforta Shera per la perdita di suo fratello. Più tardi, Sylvie serve una bevanda a Diablo esausto per ripristinare la sua energia, ma lui si ubriaca e la scambia per un body pillow. Lui la afferra e la accarezza, con suo grande imbarazzo. |                   |         |
| 9        | 9  | Il racconto del paladino 「聖騎士譚」 - Seikishi-tan | 30 agosto 2018    |         |
| 9        | 9  | Mentre Alicia ha un'udienza con il re, incontra Saddler, un arrogante paladino, che sta andando alla città di Faltra per indagare su Diablo. Shera evoca un uccello chiamato Turkey Shot e lo lega a lei con un collare. Diablo le insegna come sfruttare la capacità di Turkey Shot di condividere ciò che vede con il suo proprietario per migliorare la sua mira con le frecce. Mentre Shera e Rem si bagnano in un fiume, appare Edelgard, dicendo che non è qui per combattere ma per confermare che Rem ha Krebskulm dentro di lei. Spiegano la situazione di Rem a Shera e quest'ultima promette di aiutarla. Edelgard spiega che bisogna eseguire un rituale entro tre giorni alla Torre delle Stelle Cadenti per rimuovere Krebskulm senza ferire Rem, quindi se ne va dopo averle detto che sono d'accordo. Tre giorni dopo, Alicia torna e li avverte della minaccia di Saddler. Nonostante i loro tentativi di evitarlo, lui e i suoi seguaci li trovano. Saddler condanna le amiche di Diablo per essersi unite a un Re dei Demoni e ferisce Rem con la magia. Quindi cerca di trasformare Diablo in pietra, ma quest'ultimo riflette l'incantesimo e Saddler viene pietrificato al posto suo. Il gruppo quindi si dirige alla Torre delle Stelle Cadenti. |                   |         |
| 10       | 10 | La rinascita del Re dei Demoni 「魔王復活」 - Maō fukkatsu | 6 settembre 2018  |         |
| 10       | 10 | Edelgard spiega che Diablo deve riversare la sua energia magica in Rem attraverso la sua vagina per liberare Krebskulm. Nonostante il suo imbarazzo, lo fa, e quello che emerge è in un primo momento un demone orribile, ma poi si trasforma in una bambina carina. Krebskulm soffre di amnesia e quando Shera le dà da mangiare dei biscotti, si innamora del loro sapore e decide di non spazzare via i mortali. Alicia protesta, ma Edelgard è fedele a Krebskulm e lo accetta. Deluso dalla forma più debole di Krebskulm e dal suo rifiuto di uccidere, il decaduto Eulerex appare sulla scena e la attacca, ma Edelgard e Diablo lo scacciano. Mentre si avvicinano a Faltra, Edelgard se ne va poiché i decaduti non sono i benvenuti. Una volta qui cambiano il nome di Krebskulm in Klem per evitare di scatenare il panico. Diablo decisamente esausto diventa imbarazzato quando Shera e Klem si spogliano e si strofinano contro di lui per donargli nuova energia magica. In privato, Alicia ricorda come ha sofferto a causa di genitori e dei superiori violenti e vuole che Krebskulm spazzi via tutte le razze mortali. Nel frattempo, Sadler torna normale e giura vendetta. |                   |         |
| 11       | 11 | Il risveglio della bambina 「幼女覚醒」 - Yōjo kakusei | 13 settembre 2018 |         |
| 11       | 11 | Il gruppo racconta a Celestine di Klem e lei è felice che il Re dei Demoni non sia malvagio. Mentre è separata da Shera e Diablo, Alicia tradisce Rem e Klem e le fa arrestare da Saddler. Il piano di Alicia è traumatizzare Klem fino a quando non inizierà ad essere malvagia. Saddler le porta in una chiesa dove intende torturare Rem finché non confesserà di adorare un Re dei Demoni. Diablo e Shera le cercano, mentre un enorme esercito di decaduti marcia verso Faltra. Klem cerca di proteggere Rem, ma quando Saddler tenta di colpirla, Rem la protegge con il suo corpo e viene trafitta più volte. Klem perde il controllo, ritorna alla sua forma di demone originale, uccide Saddler e fa esplodere la chiesa. Mentre si lascia andare all'ira, arrivano Diablo e Shera. |                   |         |
| 12       | 12 | Battaglia per l'autenticità 「真贋対戦」 - Shingan taisen | 20 settembre 2018 |         |
| 12       | 12 | Alicia si unisce all'esercito dei decaduti e lei, Edelgard ed Eulerex celebrano il ritorno della vera Krebskulm. Mentre Shera cura le ferite di Rem con delle pozioni, Diablo combatte contro Krebskulm e la danneggia gravemente, ma non riesce a sconfiggerla. Dopo che Emile ha protetto le ragazze dai detriti, Rem rivela che sta bene, facendo sì che Krebskulm torni ad essere la bambina Klem. L'esercito dei decaduti si rivolge ad Alicia per il suo fallimento, ma Edelgard li trattiene e le dice di fuggire. Sylvie tenta di uccidere Klem per la distruzione che ha causato, ma cede quando Diablo lancia l'incantesimo per legare Klem a lui come schiava, facendole apparire un collare intorno al collo, impedendole così di disobbedirgli. Più tardi, Alicia rivela di aver introdotto di nascosto Edelgard, gravemente ferita dalla lotta contro gli altri decaduti, in città e implora Klem di guarirla, cosa che fa, poi quest'ultima le ordina di non uccidere mai più i mortali. Rem chiede ad Alicia il motivo delle sue azioni e l'altra rivela la sua sofferenza passata e il desiderio di spazzare via le razze mortali. Dal momento che Klem non ucciderà più, Alicia tenta il suicidio, ma Diablo la ferma e le dice di trovare un nuovo scopo per cui vivere, poi Rem la perdona. Diablo crolla esausto ed è imbarazzato quando tutte e cinque le ragazze si spogliano e si strofinano contro di lui per donargli nuova energia magica. Il giorno dopo, Edelgard si traveste da umana e si mescola alla gente mentre Alicia parte per un nuovo viaggio. Shera e Rem chiedono a Diablo di scegliere una di loro e baciarla, ma lui rifiuta, poiché un Re dei Demoni fa solo quello che vuole. |                   |         |

### Seconda stagione
| Nº serie | Nº | Titolo italiano Giapponese 「Kanji」 - Rōmaji | In onda        | In onda |
| Nº serie | Nº | Titolo italiano Giapponese 「Kanji」 - Rōmaji | Giapponese     |         |
| 13       | 1  | La somma sacerdotessa 「大主神官」 - Dai shushinkan | 9 aprile 2021  |         |
| 13       | 1  | Diablo salva inavvertitamente la sacerdotessa Lumachina Weselia dal paladino Gewalt che stava tentando di assassinarla, sconfiggendolo facilmente e congelandolo in un blocco di ghiaccio. Siccome Lumachina aveva pregato prima che apparisse Diablo, ora è convinta che questi sia Dio, il che gli causa non pochi problemi. Lumachina spiega a Rem e Shera che solo Dio e il suo futuro marito possono vederla nuda, e poiché Diablo ha visto involontariamente le sue mutande o deve essere Dio o lei deve sposarlo. Messo all'angolo, Diablo insiste affermando che la sua identità sia un segreto, permettendo a Lumachina di continuare a credere che lui sia Dio, placando così la gelosia di Rem e Shera. Lumachina crede che il capo cardinale della sua chiesa la voglia morta per aver indagato sulla sua corruzione, quindi stava cercando il Capitano dei paladini Batutta per chiedergli aiuto. Diablo accetta di scortarla alla città di Zircon Tower, poiché ricorda che il dungeon che ha costruito in Cross Reverie si trova lì. Lumachina incontra anche Klem ed Edelgard e istintivamente non vanno d'accordo in quanto sono dei demoni, quindi Diablo decide di lasciare in città quest'ultime. Prima che partano per il loro viaggio, Klem potenzia l'arco di Shera facendolo diventare un arco demoniaco d'ebano per fare in modo che l'elfa possa rimanere al sicuro. |                |         |
| 14       | 2  | Il Capitano dei paladini 「聖騎士長」 - Seikishi-chō | 16 aprile 2021 |         |
| 14       | 2  | Quando il gruppo arriva alla città di Zircon Tower, un bambino di nome Horn che aveva esplorato i primi tre piani di un dungeon appena scoperto si offre di fargli da guida; la descrizione conferma che si tratta del dungeon di Diablo, il che implica che è stato evocato insieme a lui. Una donna implora un prete della Brigata Paladina di guarire suo figlio da una malattia mortale chiamata Memento Mori, ma le viene negato perché le mancano i soldi. Diablo sconfigge il prete che inizia a diventare violento e Lumachina guarisce il bambino. Una mostruosa balena di sabbia attacca la città e Diablo cerca di combatterla, ma ha bisogno dell'aiuto di Batutta e della leader della città, Fanis Laminitus, per scacciarla. Batutta si scusa per il comportamento del suo subordinato, ma Fanis ha pesantemente tassato la Chiesa, rendendoli alla disperata ricerca di fondi. Fanis dice che Dio non è reale e la Chiesa è solo un gruppo di imbroglioni. Cerca di sparare a Lumachina e quando Batutta la blocca, dice che poiché Dio non l'ha fermata, ciò dimostra che non è reale, quindi se ne va. Lumachina è sconvolta dal fatto che molte persone abbiano la Memento Mori e gli venga negata la guarigione per via della mancanza di denaro, ma Batutta dice che devono essere pragmatici. Batutta porta così il gruppo nella sua villa e serve loro del cibo. Mentre Diablo e Shera fanno il bagno, Batutta e la sua cameriera incontrano Rem e Lumachina per discutere sul da farsi. |                |         |
| 15       | 3  | Il rituale corrotto 「背徳儀式」 - Haitoku gishiki | 23 aprile 2021 |         |
| 15       | 3  | Quando Lumachina deduce che la Memento Mori è in realtà una maledizione e non una malattia, lei e Rem vengono drogate e rapite da Batutta e dalla sua cameriera, Shiliu. Horn li spia e avverte Diablo e Shera. Lumachina e Rem si svegliano legate alle croci in un altare sotterraneo dove si svolge un'orgia per estrarre l'essenza malvagia che serve per produrre la Memento Mori. Batutta rivela di non aver vissuto tragedie e di non avere scuse per le sue azioni, sostenendo che gli piace essere malvagio. Il suo piano è corrompere Lumachina con la lussuria in modo che possa creare una Memento Mori abbastanza potente da uccidere Fanis. Prima che Shiliu possa tormentarla sessualmente, sopraggiungono Diablo, Shera e Horn. Diablo e Batutta combattono fra di loro e il primo si trova in svantaggio in quanto non può fare uso dei suoi pieni poteri perché rischierebbe di far crollare la grotta. Diablo viene pugnalato al cuore, ma sopravvive e strappa un braccio di Batutta. Shiliu minaccia Rem, ma Shera le scaglia una freccia che la trasforma in pietra, mentre Horn libera le ragazze. Batutta si dichiara sconfitto e scaglia un ultimo attacco a Diablo, il quale contrattacca e uccide il suo avversario, ma ciò innesca il crollo della caverna. Tutti quanti si mettono in fuga e scoprono che Lumachina ha la Memento Mori. Siccome non può curarsi da sola, Diablo afferma che devono entrare nel suo dungeon dove è custodito un oggetto in grado guarirla. Nel frattempo, il Decaduto Varakness attacca Fanis e la avverte che il suo esercito attaccherà presto la città di Zircon Tower e prima di andarsene afferma che la costringerà a unirsi al suo harem. |                |         |
| 16       | 4  | Dominio particolare 「固有領域」 - Koyū ryōiki | 30 aprile 2021 |         |
| 16       | 4  | Il gruppo viene intercettato dalla flotta di Fanis, la quale crede che Diablo stia collaborando con Varakness. Spiegano il loro piano per recuperare un oggetto dal dungeon che può curare tutti dalla Memento Mori, ma lei non gli crede e ordina il loro arresto. Così Diablo e gli altri riescono a fuggire quando il primo innesca un terremoto con la magia. Gewalt si reca da Fanis e offre i suoi servigi, ottenendo delle informazioni sul dungeon. Quattro giorni dopo, il gruppo arriva al dungeon situato nel bel mezzo di un deserto, ma Lumachina non ha molto tempo prima che la Memento Mori la uccida. Per evitare ulteriori problemi, Diablo nasconde il fatto di aver costruito il dungeon. Dopo aver sconfitto il guardiano all'ingresso, entrano in un labirinto. Horn afferma di aver preparato una mappa, ma questa si rivela inutile in quanto i muri si spostano dopo diverso tempo, quindi Diablo fa semplicemente esplodere tutti i muri per aprire un varco. Dopo aver combattuto i mostri, si ritrovano bloccati in un fiume di lava dove sono costretti a rispondere correttamente ad alcune domande per proseguire, cosa in cui riescono. Per superare un altro piano, devono intrattenere un esercito di White Jaeger, mostri simili a scimmie, con una passione per i canti e i balli. Arrivati in un altro piano, devono attraversare una stretta sporgenza sopra a un fiume in piena. Qui Gewalt tende loro un'imboscata e riesce quasi ad uccidere Lumachina, ma Horn affronta il paladino ed entrambi cadono nel fiume. Diablo dice alle altre di continuare ad andare avanti e salta nel fiume per salvare Horn. |                |         |
| 17       | 5  | Scontro con il Drago Nero 「黒竜激突」 - Kokuryū gekitotsu | 7 maggio 2021  |         |
| 17       | 5  | Diablo perde il suo scettro nel fiume, ma salva Horn privo di sensi e sacrifica la sua maglia e il mantello per accendere un fuoco. Quando deve togliere i vestiti bagnati di Horn, rimane imbarazzato nello scoprire che in realtà quest'ultimo sia una ragazza, quando era convinto del contrario per via del suo abbigliamento maschile. Horn si sveglia e spiega di essere un'orfana che si è sempre vestita da ragazzo per guadagnarsi il rispetto degli altri. Mentre attende che i suoi vestiti si asciughino, dice che le ricorda suo padre. Rem, Shera e Lumachina attraversano diversi piani ma vengono nuovamente attaccate da Gewalt. Appare un enorme Drago Nero che attacca tutti, così Gewalt evoca Ifrit, lo spirito del fuoco, ma il drago lo distrugge e ferisce gravemente il paladino. Nonostante sia un nemico, Lumachina lo guarisce ma l'uomo rimane privo di sensi. Arrivano così Diablo e Horn, e il primo, nonostante sia indebolito senza il suo scettro, ferisce il drago, che tenta di fuggire, ma appare la cameriera golem Rose che lo uccide per la sua codardia. Diablo riconosce Rose come la sua fedele alleata NPC, mentre lei afferma che è il suo padrone e così li fa entrare nella stanza del tesoro. Qui trovano una statua bianca raffigurante un bue che guarisce Lumachina dalla Memento Mori quando questa la tocca. Diablo recupera dei nuovi vestiti e uno scettro, Rem e Horn ricevono un equipaggiamento per rafforzarsi e proteggersi meglio mentre Shera si infila un anello. Rose è gelosa per la presenza di altre ragazze nella vita di Diablo, ma viene placata da quest'ultimo, che le dona una spilla per capelli. A questo punto si preparano a riportare in superficie la statua del bue bianco, ma Rose usa uno schermo per mostrargli che la città di Zircon Tower è sotto attacco dall'esercito di Varakness.                                       |                |         |
| 18       | 6  | L'Armata del Re dei Demoni 「魔王軍戦」 - Maōgun-sen | 14 maggio 2021 |         |
| 18       | 6  | I difensori di Zircon Tower City non possono competere con l'esercito di Varakness ad eccezione di Fanis. Varakness e le sue mogli: una sirena, un'arpia e una banshee simile a un drago arrivano anche loro e tentano di costringere Fanis a sposarlo. Fanis gli spara al cuore, ma la sirena lo guarisce. L'arpia diventa gelosa e tenta di uccidere Fanis. Diablo si offende quando sente da Varakness che sta lavorando per un Re dei Demoni, quindi il suo gruppo, inclusa Rose, si teletrasporta indietro in tempo per salvare Fanis. Diablo, Shera, Rem e Rose combattono l'esercito mentre Lumachina cura i feriti con Horn che la assiste. Diablo è infuriato quando vede Varakness ostentare le sue mogli perché gli ricorda come non è stato in grado di trovare una ragazza nella vita reale. Così uccide rapidamente le sue mogli con alcune magie, e Varakness, infuriato, lo attacca ma non è alla sua altezza. Diablo lo uccide mentre si dichiara il vero Re dei Demoni. Vinta la battaglia, Fanis organizza una festa in onore di Diablo e del suo gruppo. Sulla strada per la festa, Horn viene trovata da alcuni bulli che la picchiano e ridicolizzano lei e i suoi amici, dicendo che non credono che Diablo abbia effettivamente salvato la città. Arriva così Diablo che porta in salvo l'amica e punisce i bulli. Mentre trasporta Horn ferita sulle spalle, questa si lamenta perché è debole, ma Diablo la consola e afferma che può stare con il suo gruppo fino a quando ne avrà piacere. |                |         |
| 19       | 7  | Un Re dei Demoni in miniatura 「魔王幼女」 - Maō yōjo | 21 maggio 2021 |         |
| 19       | 7  | Fanis tenta di sedurre Diablo in modo che rimanga con lei, ma viene rifiutata. Lumachina decide di recarsi nella Capitale Reale per sradicare la corruzione della Chiesa, ma prima il gruppo torna a Faltra. Mentre Lumachina visita la chiesa della città, Diablo e Rose scoprono che Edelgard lavora in una panetteria e Klem e Celestine sono dei clienti abituali. Klem avverte Diablo che percepisce qualcosa di potente nella Capitale Reale. Un'organizzazione criminale guidata dalla famiglia Measmos ha fatto pressioni sulla proprietaria del panificio affinché pagasse la sua protezione. Quando alcuni sicari di Measmos arrivano nel negozio e rovinano i biscotti che Klem stava mangiano, lei si vendica e guida Edelgard, Diablo e Rose nell'assalto alla villa di Measmos, ma Diablo deve ricordare alle altre di non uccidere nessuno. Dopo aver sconfitto tutte le guardie, affrontano il capo e decidono di intimidirlo facendogli compiere buone azioni per espiare i suoi crimini. Dopo essersi riuniti tutti per cenare assieme, appare Chester Ray Galford e dice che le loro azioni sono state testimoniate e Klem è accusata di essere un Re dei Demoni e deve essere distrutta. Fortunatamente, sopraggiungono la proprietaria della panetteria e molte altre persone che ringraziano Klem per aver fermato la banda di Measmos e affermano che il loro capo ha fatto ammenda per le persone che hanno colpito. Chester conclude che chiunque possa ispirare una tale buona volontà non potrebbe essere un Re dei Demoni. Il giorno successivo, il gruppo lascia di nuovo Klem ed Edelgard e si reca nella Capitale Reale. Nel frattempo, il cardinale capo scopre che Lumachina sta arrivando e dice che sarà pronto per darle il benvenuto. |                |         |
| 20       | 8  | Visita alla Capitale 「王都来訪」 - Ōto raihō | 28 maggio 2021 |         |
| 20       | 8  | Il gruppo arriva alla Capitale Reale, Sevenwall, e viene circondato dalle guardie, ma Alicia Crystella le fa congedare, quindi ospita Diablo e le altre in una locanda di sua proprietà. Rose si mostra gelosa, ma cede quando Alicia dice che sarebbe morta volentieri per Diablo. Mentre mangiano, Horn afferma che desidera diventare più forte. Rose presenta un collare da schiava e dice che se Horn lo indosserà e farà un contratto da padrone-servitore con Diablo, il suo potere fluirà in lei, ma Rem e Shera avvertono che se Diablo morirà, perirà a sua volta e avrà diversi demeriti da parte del prossimo, perciò si rifiuta. Dopo aver spiegato ad Alicia cosa sta succedendo, accetta di indagare sul capo cardinale, Vishos, ma avverte che la legge non può toccare la Chiesa. Quella notte, Rose chiede a Diablo di ricaricare la sua energia magica, e lui è imbarazzato quando questo comporta toccarla intimamente. Il giorno successivo, Alicia presenta le prove che Vishos e i suoi seguaci hanno sottratto fondi alla Chiesa e hanno ucciso diverse persone. Alicia vuole che Diablo distrugga la Chiesa, ma Lumachina insiste nel presentare le prove in modo da poter scomunicare Vishos e i suoi uomini. Il gruppo saluta Alicia e si reca nel luogo sacro della città, trovando due chiese, una a terra e un'altra fluttuante nel cielo. Quando appare Vishos, Lumachina denuncia i suoi crimini e gli ordina la scomunica, ma lui ribatte accusandola di mentire e di aver trascurato i suoi doveri e ordina il sequestro del gruppo di Diablo. Le guardie e gli adoratori di Vishos gli credono e attaccano il gruppo. Horn si fa prendere dalla paura e fugge via. Lumachina chiede al gruppo di non combattere poiché il sangue non può essere versato sulla terra santa, quindi si arrendono e vengono trasportati tramite una piattaforma levitante alla chiesa fluttuante. |                |         |
| 21       | 9  | Assalto alla Chiesa 「教会雷撃」 - Kyōkai raigeki | 4 giugno 2021  |         |
| 21       | 9  | Lumachina viene separata dagli altri e condannata all'esecuzione. Diablo ordina agli altri di non scappare perché Lumachina ha chiesto loro di non farlo. Horn attiva inavvertitamente il Santo Graal che ha preso dal dungeon di Diablo e appare una piccola ragazza fatata di nome Babylon. Spiega che appare a coloro che offrono il sangue al Graal e Horn decisamente imbarazzata ricorda di averci urinato e decide di non dirglielo. Babylon si offre di rendere Horn più forte, ma il suo incantesimo non funziona. Con poche opzioni, Horn indossa il collare che aveva rifiutato in precedenza. Babylon aiuta a istruirla sui suoi nuovi poteri come stregare gli uomini ad innamorarsi di lei mentre si infiltrano nella chiesa fluttuante. Proprio mentre raggiunge la cella dove risiede il resto del gruppo, un paladino la attacca e la ferisce. Infuriato, Diablo sfonda la porta. Horn è delusa dal fatto che siano riusciti a scappare da soli e quindi crede di aver legato la sua vita a quella di Diablo per niente, ma Diablo la ringrazia per avergli aperto gli occhi dall'obbedire a Lumachina, poiché è un Re dei Demoni e non obbedisce a nessuno. Dà a Horn una pozione curativa, quindi sconfigge il paladino con un po' di difficoltà. Diablo esce dall'edificio volando e bombarda la chiesa con dei fulmini mentre chiede di Lumachina. Quando viene presentata dalle guardie, condanna a morte i fedeli; il suo piano è che Lumachina lo rimproveri per salvarli e poi farà finta di farsi sconfiggere per fare di Lumachina un'eroina. Il suo piano va in fumo quando Lumachina concorda con "Dio" di punire tutti, credendo che i degni andranno in Paradiso. Improvvisamente, appare Vishos all'interno di un mostro gigante chiamato Europa. |                |         |
| 22       | 10 | Fingersi Dio 「神様演技」 - Kami-sama engi | 11 giugno 2021 |         |
| 22       | 10 | Vishos si fonde con Europa e si vanta di essere un dio, quindi inizia a distruggere la chiesa mentre cerca di uccidere Lumachina. Diablo scopre che è protetto da un campo di forza, quindi chiede a Lumachina di lanciare l'incantesimo Dispel per distruggerlo, ma è costretto a proteggerla poiché ci vuole molto tempo per eseguirlo. Rose cerca di aiutarlo, ma Vishos le distrugge un braccio. Lumachina lancia così l'incantesimo, ma Vishos resiste fino a quando i fedeli non pregano per lei, potenziandola e permettendo all'incantesimo di funzionare. Con il campo di forza rimosso, Diablo vaporizza facilmente Europa e Vishos, ma con suo dispiacere, i fedeli iniziano a chiamarlo Dio. Rem indaga all'interno della chiesa e scopre che Gewalt, per gratitudine verso Lumachina che lo ha salvato, si è dimesso dai paladini e ha ucciso le guardie di Vishos, quindi presenta la chiave della cella dell'amica di Lumachina, Tria, in modo che possano liberarla. Lumachina decide di restare in città e sistemare sia la chiesa che la sua reputazione, consapevole di dover indagare anche sui legami di Vishos. Diablo finalmente convince Lumachina che non è Dio, ma è comunque grata per il suo aiuto. Horn e Babylon decidono di rimanere a Sevenwall in modo che Horn possa studiare la magia, e Alicia la accoglie. Rose viene riparata e il gruppo torna a Faltra. Quando Fanis scopre cosa ha fatto Diablo, decide di visitare Faltra per cercare di sedurlo di nuovo. Shera tira fuori l'anello che ha preso dal dungeon di Diablo e lui diventa imbarazzato quando Rose fa notare che simboleggia il matrimonio. Rem diventa gelosa, quindi dice che andranno alla ricerca di un altro anello per lei. |                |         |

## Home video

### Giappone
La prima stagione è stata pubblicata in Blu-ray dal 28 settembre 2018 al 25 gennaio 2019.
| Volume | Episodi | Data di pubblicazione |
| ------ | ------- | --------------------- |
| 1      | 1–4     | 28 settembre 2018     |
| 2      | 5-8     | 30 novembre 2018      |
| 3      | 9-12    | 25 gennaio 2019       |

La seconda stagione è stata pubblicata in Blu-ray dal 25 giugno al 27 agosto 2021.
| Volume | Episodi | Data di pubblicazione |
| ------ | ------- | --------------------- |
| 1      | 1-3     | 25 giugno 2021        |
| 2      | 4-7     | 30 luglio 2021        |
| 3      | 8-10    | 27 agosto 2021        |